# دندانه‌شکمان
دندانه‌شکمان (نام علمی: Serrasalminae) نام یک زیرخانواده از راسته تتراسانان است.